# Farrokh Ghaffari
Pour les articles homonymes, voir Ghaffari.
Farrokh Ghaffari (en persan : فرخ غفاری) est un écrivain, critique de cinéma et réalisateur iranien (Kachan, 26 février 1922 - Paris 14e, 17 décembre 2006). Il est inhumé à Paris au cimetière du Montparnasse.

## Biographie
Après des études secondaires en Belgique et universitaires à Grenoble en France, il retourne à Téhéran. Il fonde le Festival de Chiraz et la cinémathèque de Téhéran. Il tourne en 1958 Le Sud de la ville, film d'inspiration néoréaliste interdit et détruit par la censure du Shah. Il est pendant plusieurs années l'un des dirigeants de la télévision iranienne.
Critique de cinéma, il collabore aux revues L'Âge du cinéma et Positif.
Il s'exile à Paris au moment de la révolution islamique.

## Filmographie
- 1958 : Jonoub-e Shahr - Actrices : Fakhri Khoorvash et Leyli Soroush - Acteurs : Abdlo-Ali Homayoun, Farhang Amiri et Ebrahim Bagheri
- 1965 : Shab-e Quzi (Nuit de bossu) - Actrice: Pari Saberi - Acteurs : Khosrow Sahami, Mohamad Ali Keshavarz
- 1975 : Zanbourak - Actrices: Pouri Banaï, Shahnaz Tehrani - Acteurs: Parviz Sayyad, Jahanguir Forouhar, Nowzar Azadi

## Décorations
- Commandeur de l'ordre des Arts et des Lettres Il est fait commandeur le 2 mars 1978[3].